# Tarleh
Tarleh är en klan i Liberia.   Den ligger i regionen Grand Gedeh County, i den sydöstra delen av landet, 290 km öster om huvudstaden Monrovia.